# Kevin Campbell
Pour les articles homonymes, voir Campbell.
Kevin Campbell, né le 4 février 1970 dans le quartier londonien de Lambeth et mort le 15 juin 2024, est un footballeur anglais, vainqueur de la Premier League en 1991 avec son club Arsenal.

## Biographie
Kevin Campbell joue en Angleterre, en Turquie et au pays de Galles. Il joue principalement avec les clubs d'Arsenal et d'Everton.
Il dispute notamment 394 matchs en première division anglaise, inscrivant un total de 106 buts. Il réalise sa meilleure performance en Premier League lors de la saison 1993-1994, où il inscrit 14 buts avec Arsenal. Cette saison là, il se met en évidence en étant l'auteur de deux triplés : lors de la réception d'Ipswich Town (victoire 4-0), puis lors d'un déplacement à Swindon Town (victoire 0-4).
Il participe également aux compétitions continentales européennes, disputant quatre matchs en Coupe d'Europe des clubs champions (un but), trois matchs en Coupe de l'UEFA, onze en Coupe des coupes (quatre buts), et enfin deux lors de la Supercoupe d'Europe. Il gagne la Coupe des coupes en 1994 avec Arsenal, en battant le club italien de Parme en finale. Campbell se met en évidence lors de cette compétition en inscrivant quatre buts, avec notamment un but décisif lors de la demi-finale retour remportée contre le Paris Saint-Germain.

## Palmarès
- Vainqueur de la Coupe d'Europe des vainqueurs de coupe en 1994 avec Arsenal
- Finaliste de la Coupe d'Europe des vainqueurs de coupe en 1995 avec Arsenal
- Finaliste de la Supercoupe d'Europe en 1994 avec Arsenal
- Champion d'Angleterre en 1991 avec Arsenal
- Vainqueur de la Coupe d'Angleterre (FA Cup) en 1993 avec Arsenal
- Vainqueur de la League Cup en 1993 avec Arsenal
- Vainqueur du Charity Shield en 1991 avec Arsenal
- Finaliste du Charity Shield en 1993 avec Arsenal
- Champion d'Angleterre de D2 en 1998 avec Nottingham Forest